# Estadio Sani Abacha
El Estadio Sani Abacha es un estadio multiuso utilizado principalmente para el fútbol ubicado en la ciudad de Kano en Nigeria.

## Historia
El estadio fue construido en 1998 para ser una de las sedes de la Copa Mundial de Fútbol Sub-20 de 1999 para tres partidos de la fase de grupos y uno de los octavos de final. Cuenta con capacidad para 18 000 espectadores, su nombre es por el exdictador Sani Abacha y es la sede principal del Kano Pillars de la Liga Premier de Nigeria.
El estadio también fue utilizado en la Copa Africana de Naciones 2000 en el torneo organizado junto a Ghana, donde fue la sede de seis partidos de la fase de grupos y de un partido de la ronda de cuartos de final.
Fue también una de las sedes de la Copa Mundial de Fútbol Sub-17 de 2009 en cinco partidos de la fase de grupos y uno de octavos de final.